# Sandviks Ångsågs AB

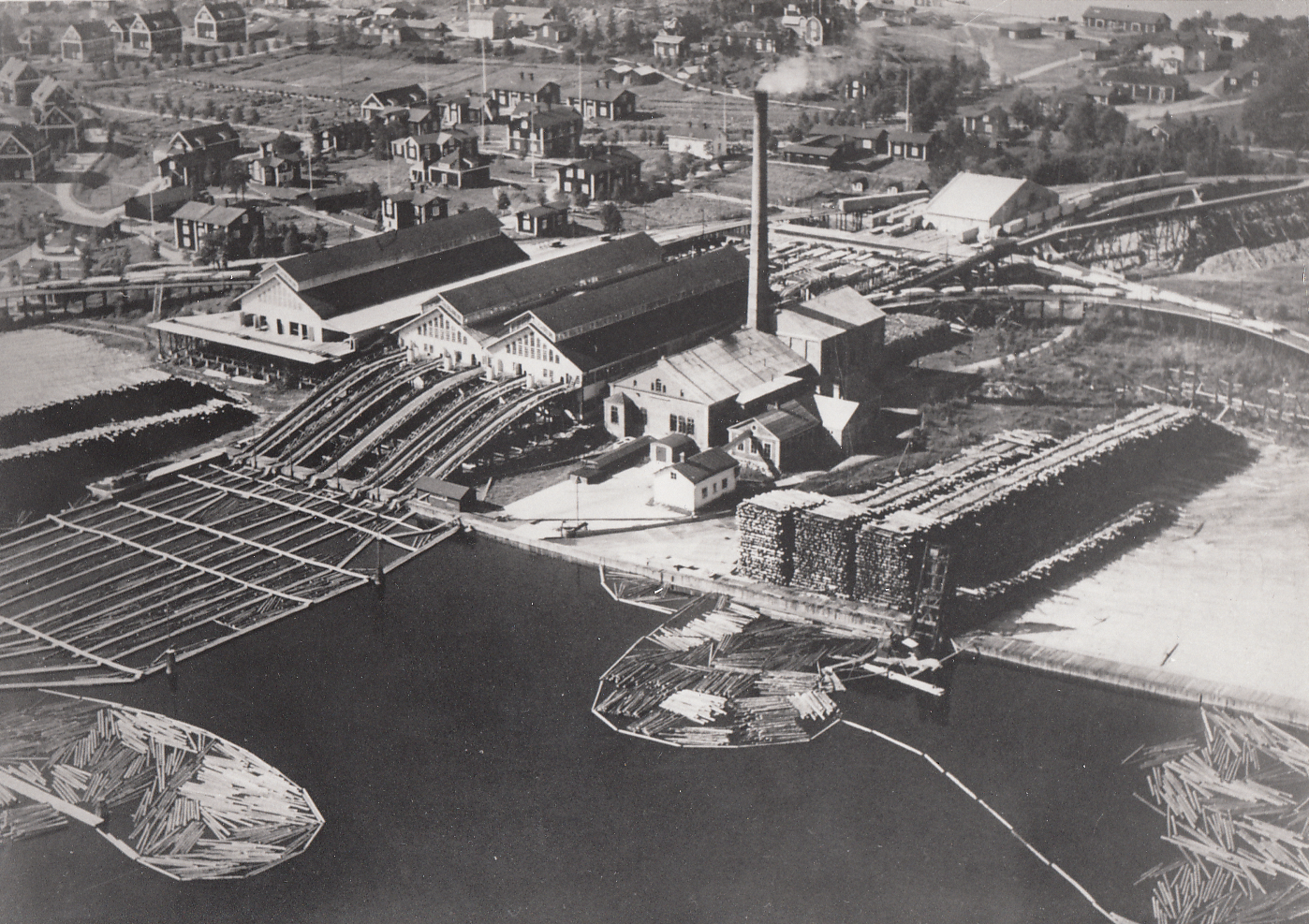
Vy över Sandviks sågverk efter 1915.

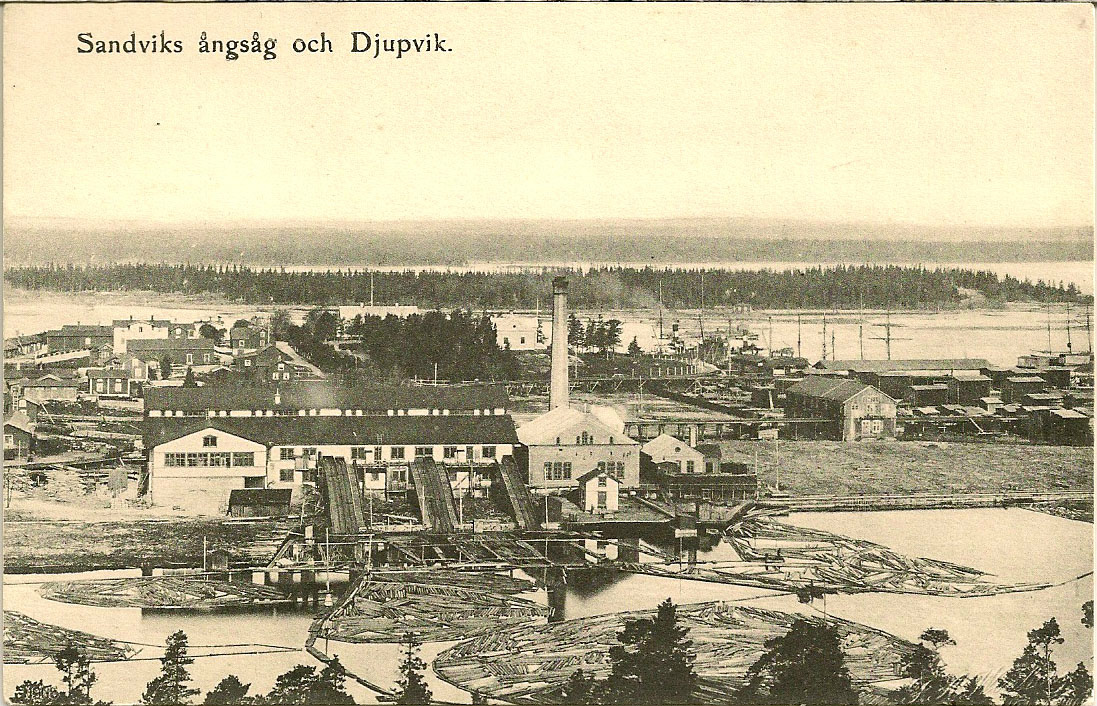
Sandviks sågverk i början av 1900-talet. Detta är det såghus som anlades 1889, med tio sågramar. Det ersattes 1915 av ett helt nytt såghus.

Sandviks Ångsågs AB var en sågverksindustri i Holmsund, Västerbotten som med olika ägare bedrev verksamhet 1860–1962. Det sista såghuset, som uppfördes 1950, står fortfarande kvar, liksom delar av det äldre pann- och maskinhuset. Området kring sågverket och bostadsområdet söder därom (Sandviksvägen m.m.) kallas fortfarande Sandvik.

## Västerbottens första ångsåg?
Sandviks ångsåg anlades av ett tremannabolag bestående av Lars Peter Glas, E. O. Öhman och Anders Åström. Anläggningsåret anges ibland till 1858. I ett protokoll från 1859 står dock att läsa att konsul Glas då anhöll om att få anlägga en ångsåg vid Sandviken. Anläggningen fick två sågramar. Sågningen påbörjades 1860 men tog inte riktigt fart förrän 1861. Sandviks ångsåg var en av de första ångsågarna i Västerbottens län, kanske den allra första – om detta finns olika uppgifter.
Såväl Lars Peter Glas som Anders Åström köpte från 1850-talet och framåt upp skogsfastigheter i Degerfors socken för att säkra virkesförsöjningen till sågverket.
År 1876 bildades Sandviks Ångsågs AB och anläggningen byggdes ut så att den blev femramig.

## Övertagandet av bruken i Sävar och Johannisfors
År 1877 köpte Sandviks ägare, Lars Peter Glas, Sävar bruk som 1862 hade gått i konkurs och därefter övertagits av den engelska firman Hinde & Gladstone Ltd. Järnbruket var då nedlagt, men den finbladiga vattensåg i Sävar som ingick i verksamheten var ännu i drift. Dessutom ingick en lastageplats i Skeppsvik vid Sävarfjärden samt avsevärda skogsegendomar längs Sävarån. Sedan Glas avlidit 1879 blev Sävar bruk en förvaltningsenhet i Sandviks Ångsågs AB, som nu leddes av disponent Carl Gustav Moritz. Detta bolag övertog 1881 även Johannisfors bruk, som snart lades ned men som tillförde ytterligare skogstillgångar.
Sävars finbladiga sågverk drevs fram till 1889, då det lades ned efter att brädgården i Skeppsvik brunnit. En stor grupp brädgårdsarbetare från Skeppsvik flyttade då över till Sandvik tillsammans med sin förman. Hädanefter förädlades timret från Sävar bruks och Johannisfors bruks gamla skogsegendomar kring Sävarån i Sandvik. Timret flottades nedför Sävarån, flottlades i Skeppsvik och drogs därifrån med bogserbåt. Detta pågick fram till 1951, då flottningen på Sävarån upphörde.
Vid mitten av 1880-talet uppgick produktionen vid Sandviks ångsåg till minst 4 000 standards per år (närmare 19 000 kubikmeter).

## En ny ångsåg anläggs

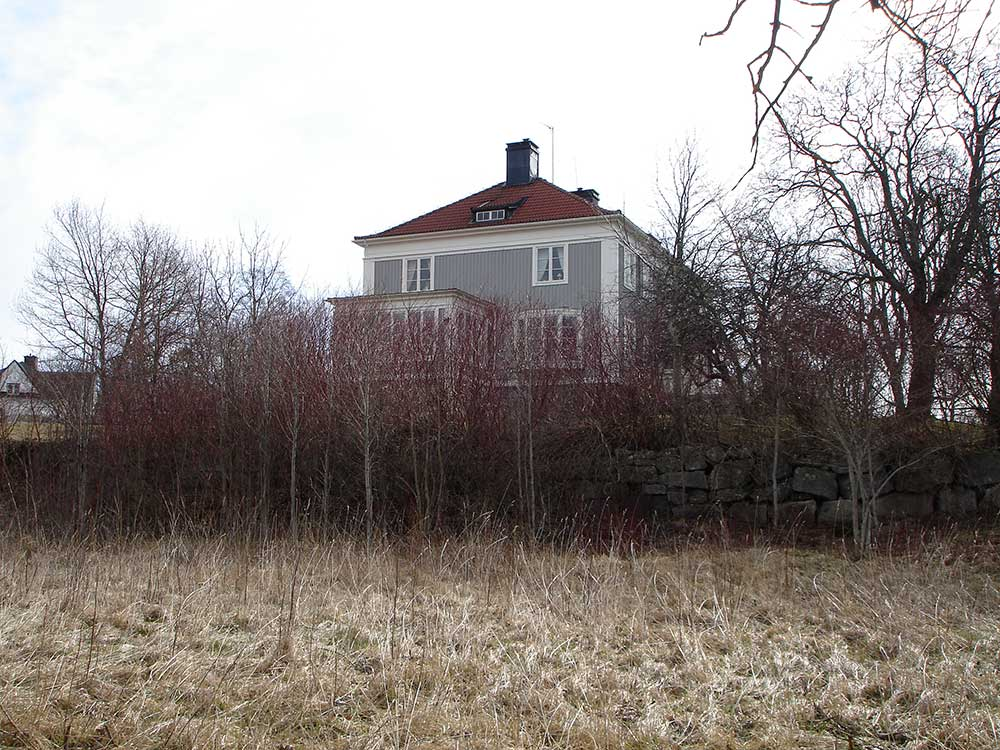
Sandviks förvaltarbostad, även kallad herrgården, numera privatbostad.

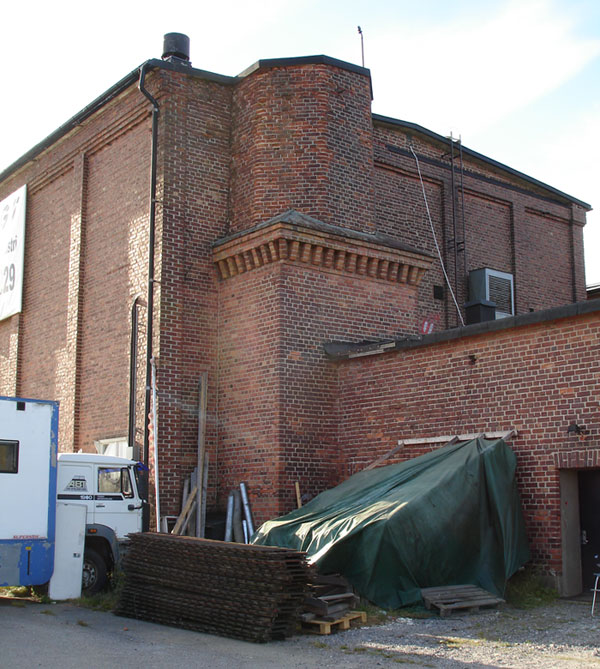
Delar av det pann- och maskinhus som uppfördes 1889 finns fortfarande kvar intill det såghus som byggdes 1950.

Sommaren 1889 började grunden läggas för en ny såg ett hundratal meter sydost om den gamla. Den försågs med tio sågramar och kunde tas i drift i juni 1890. År 1897 utökades verksamheten med ett hyvleri. Vid sekelskiftet 1900 uppgick produktionen till cirka 12 000 standards (56 000 kubikmeter) och arbetsstyrkan bestod av 300–400 personer. År 1908 genomgick brädgården en total modernisering vilket bland annat innebar att stabbläggningen mekaniserades. Brädgårdsanläggningen ödelades av en eldsvåda 1913, men byggdes snabbt upp igen. Vid branden förstördes även det gamla såghuset.
Bolaget hade också fortsatt att köpa in skogsegendomar längs Umeälven och Vindelälven. När den norrländska förbudslagen infördes 1906 och satte stopp för bolagens hemmansköp hade Sandvik ett fastighetsinnehav omfattande över 100 000 hektar. Omkring hälften av detta låg i Degerfors socken, där bolaget var nästan lika stor skogsägare som kronan. Mycket av innehavet i Degerfors låg kring Vindel-Ånäset, Anders Åströms hemby. Närmare en fjärdedel fanns inom Lycksele socken och omkring 15 % i Sävar socken, där Sävar bruk haft sina skogar. Dessa skogar tillhör numera Holmen Skog.

## MoDo och ASSI tar över

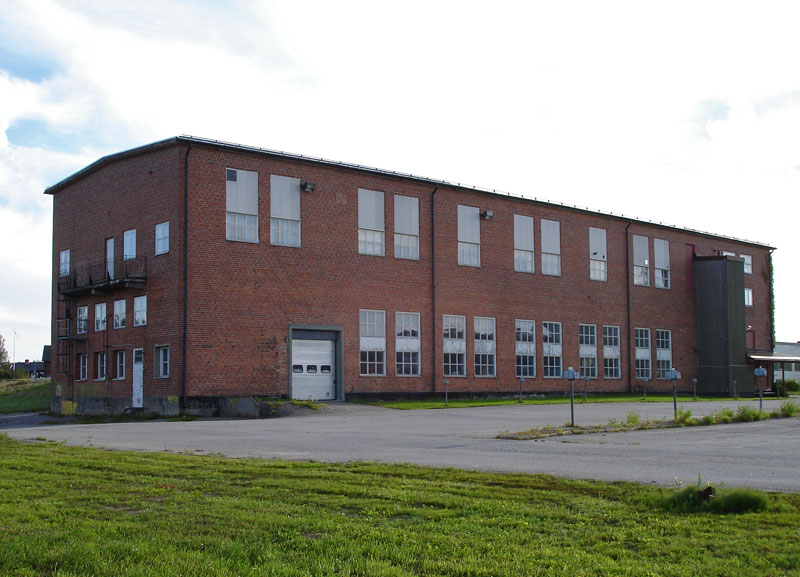
Det såghus som byggdes 1950 i funktionalistisk stil står fortfarande kvar. Timret togs in på gaveln längs två banor som ledde upp till övervåningen. Pann- och maskinhuset står på andra sidan.

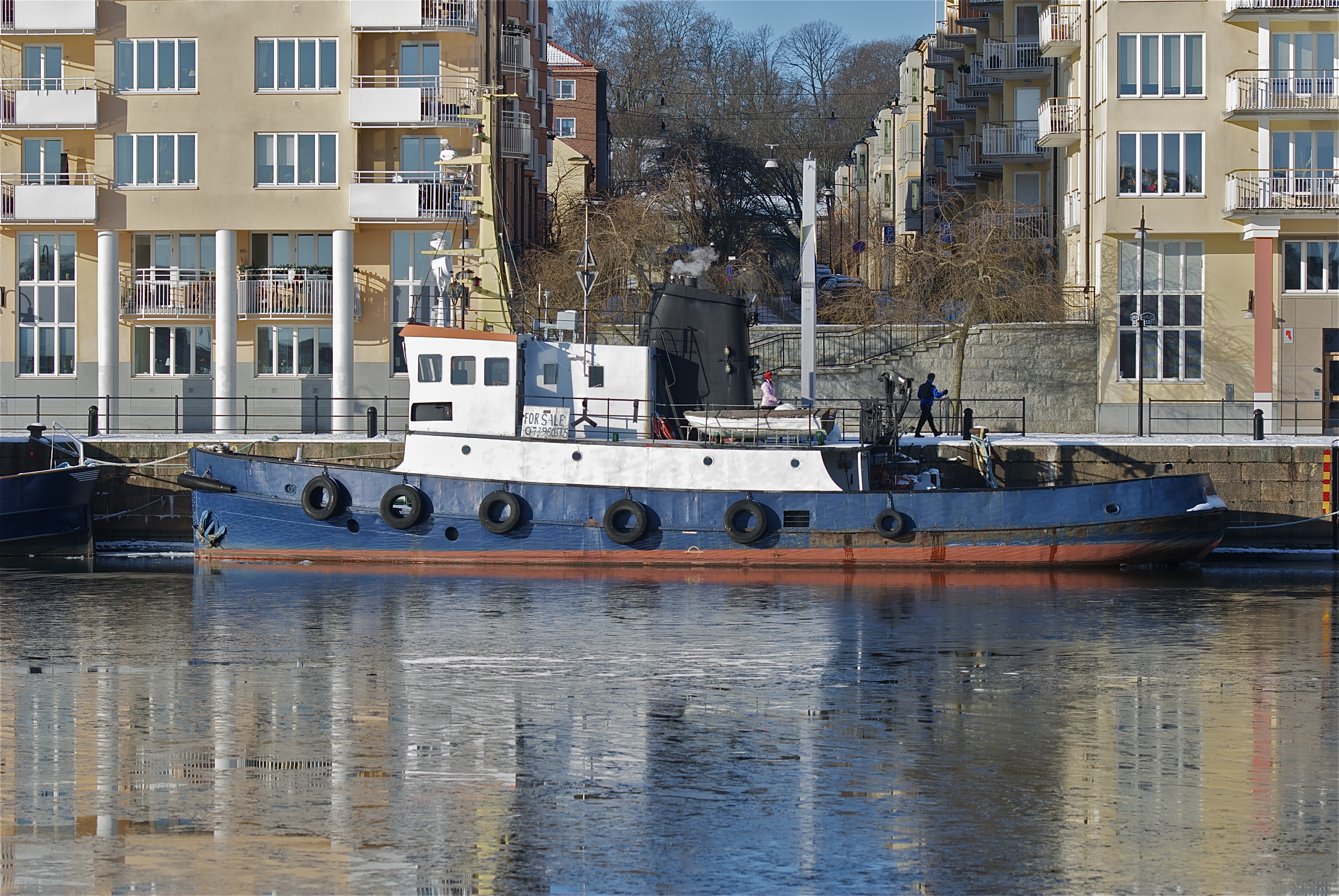
Bogserbåten Sandvik som byggdes för bolaget 1928.

Efter att olika personer under några år varit majoritetsägare i Sandviks Ångsågs AB köptes det 1915 av Mo och Domsjö AB och blev ett dotterbolag inom denna koncern. MoDo anlade ett helt nytt sågverk med åtta snabbramar av Bolinders konstruktion. Såghuset blev mycket likt de såghus som bolaget tidigare uppfört vid Domsjö sågverk och på Norrbyskär. Sandvik fick även nytt hyvleri, sorteringsverk och flishuggningsmaskiner. År 1925 påbörjades byggandet av en ny förvaltarbostad som ritats av stockholmsarkitekten Axel R. Bergman. År 1927 stod huset färdigt. Byggnaden är i nyklassicistisk stil med inslag av kineseri. 
Många stora sågverk fick lönsamhetsproblem på 1930-talet, och så även Sandvik. Nedläggning hotade 1938, men situationen löstes i stället genom att ett legoavtal tecknades med AB Statens Skogsindustrier (ASSI). År 1944 såldes sågverket till konkurrenten Holmsunds AB, som fortsatte att såga för ASSI:s räkning.
År 1949 brann Sandvikssågen ned, men byggdes genast upp igen. Den nya anläggningen, som inrymdes i en kompakt, lådformig byggnad, togs i bruk 1950. Sandviks sågverk drevs sedan fram till 1962, då det lades ned. Såghuset har därefter använts för bland annat AMU-utbildningar.
Hyvleriet hade lagts ned redan 1950, varefter byggnaden skänktes till en stiftelse för att användas som sporthall. Denna brann upp i augusti 2006.